# Ratpenat nectarívor
Els ratpenats nectarívors (Eonycteris) són un gènere de ratpenats de la família dels pteropòdids. Totes les espècies d'aquest grup viuen al sud-est asiàtic i, com el seu nom indica, s'alimenten de nèctar. Per aquest motiu, són pol·linitzadors de determinades espècies de plantes nadiues del seu hàbitat natural.
El gènere conté tres espècies diferents:
- Ratpenat nectarívor de Borneo (E. major)
- Ratpenat nectarívor de les Filipines (E. robusta)
- Ratpenat nectarívor comú (E. spelaea)